# FNS歌謡祭 うたの夏まつり2011
『FNS歌謡祭 うたの夏まつり2011』（エフエヌエスかようさい うたのなつまつり2011）は、フジテレビ系列で2011年8月6日 19:00 - 23:10（JST）に放送された音楽特別番組。『FNS歌謡祭』の派生番組である。また、『FNSうたの夏まつり』の前身となる番組でもある。

## 概要
2011年3月27日に放送された『FNS音楽特別番組 上を向いて歩こう 〜うたでひとつになろう日本〜』に続いてのチャリティー音楽番組である。
会場は『FNS歌謡祭』に使われる「グランドプリンスホテル新高輪」の「飛天」ではなく、フジテレビ本社が使用された。
内容は「日本を勇気づける名曲ベスト200」と題したランキングのほか、アーティストのコラボレーションや昭和アイドル、『SMAP×SMAP』での音楽コーナーなどの名場面の映像を放送するというものであった。そのため、冬に行われているのが恒例となっている『FNS歌謡祭』とは異なり、出演アーティストによる歌の披露は一切なかった。のちに、チーフプロデューサーのきくち伸は、当番組を「CG合成のノウハウを充分生かしたドラマか映画かCMのような作品」と形容している。また、「老若男女のなかでもさらに音楽の嗜好は細分化して全ての音楽を全てのひとに届ける音組の理想の具現は難しい。生演奏200曲メドレーを発想して生放送のスタジオを調整、当日の出演想定者のスケジュールあたりはじめたものの、この時期ライブやフェスで厳しくそこで出たのがたくさんの名曲を短く繋ぎに繋ぎまくるアイデア」とも述べた。また、演歌勢は氷川きよしとジェロと城南海の3人という少数精鋭となった。
番組最後は、「上を向いて歩こう」を坂本九による歌唱映像に合わせて出演者一同、合唱した。その歌唱映像には中村八大も出演し、ピアノ演奏をしていた。

## 放送時間
- 土曜19:00 - 23:10（JST）
  - 前年12月の『2010 FNS歌謡祭』と同じ放送枠（21:00 - 23:10は、通常『土曜プレミアム』だが、前年12月の『2010 FNS歌謡祭』同様、『土プレ』扱いはされなかった）。

### 視聴率
- 平均視聴率（関東地区・ビデオリサーチ社調べ）は17.8%。

## 出演

### 司会
- 草彅剛（SMAP）
- 高島彩（当時フジテレビアナウンサー）

### 出演アーティスト
- 芦田愛菜&鈴木福
（薫と友樹、たまにムック。）
- 水樹奈々
- 岩崎宏美
- AKB48
- EXILE
- FTISLAND
- Every Little Thing
- GIRL NEXT DOOR
- KARA
- 川嶋あい
- 菊池桃子
- 城南海
- Kis-My-Ft2
- 清塚信也
- 久保田利伸
- 倉木麻衣
- 小池徹平
- 郷ひろみ
- 小室哲哉
- Salyu
- ジェロ
- スガシカオ
- スキマスイッチ
- SPEED
- SMAP
- ZONE
- 高見沢俊彦（THE ALFEE）
- TUBE
- つるの剛士
- 東方神起
- 德永英明
- ドリームモーニング娘。
- 花井悠希
- ばんばひろふみ
- B.B.クィーンズ
- 氷川きよし
- 平原綾香
- 平山みき
- 広瀬香美
- 堀内孝雄
- 槇原敬之
- miwa
- ムッシュかまやつ
- 森高千里
- 横山剣（クレイジーケンバンド）
- 渡瀬マキ（LINDBERG）
- 和田アキ子
- スマイレージ
- アイドリング!!!
- レディー・ガガ

## スタッフ
- 制作：港浩一
- 構成：山内浩嗣、津曲ラッキー
- 音楽：武部聡志
- 美術デザイン：越野幸栄
- 美術プロデューサー：宮崎かおる、平井秀樹、楫野淳司
- 美術進行：鈴木真吾
- 大道具：引馬幹晴、永富育浩、中島雅之、新倉広真
- アートフレーム：三浦文裕
- 電飾：渡辺信一
- アクリル装飾：土屋祥太、永山淳
- 特殊装置：樋口真樹、平野正英
- 視覚効果：田村憲行
- 衣裳：浅見彰
- メイク：久保田裕子
- 楽器：島津哲也（サンフォニックス）
- LED：宇佐美良（東京チューブ）
- フラワーアレンジ：アリストプロ
- TD／SW：児玉洋
- カメラ：米山和孝、斉藤伸介、小川経一、横山大輔
- 音声：太田宗孝
- 映像：大西幸二
- 照明デザイン：植松晃一、中村英二（FLT）
- PA：松田勝治（サンフォニックス）
- クレーン：明光セレクト、ダブルビジョン
- 音響効果：中田圭三（4-Legs）、大平拓也（4-Legs）
- 編集：西山一成（IMAGICA）、平原卓治（IMAGICA）
- MA：石川英男（IMAGICA）
- CG：古畑資展、松本幸也（orb）、渡辺之雄
- 音楽コーディネート：吉田奈生、長尾綾子
- 編成：佐藤未郷
- 広報：島谷真理
- TK：石原由季
- 協力：グランドプリンスホテル新高輪、ハーフトーンミュージック、イースト・エンタテインメント、CELL、日本テレビ、テレビ東京、テレビ朝日、スポニチクリエイツ
- 技術協力：八峯テレビ、共同テレビジョン、サンフォニックス、FLT
- respects：石田弘
- ディレクター：仮屋隆則、正木友美子、畑川渉、久留島雄樹
- フロアディレクター：浜崎綾、後藤夏美
- アシスタントプロデューサー：福井倫子、加藤万貴、湯瀬恵理子
- 制作プロデューサー：土田芳美、宇賀神裕子
- プロデューサー：冨田哲朗、黒木彰一
- チーフプロデューサー：きくち伸
- 演出：板谷栄司
- 制作：フジテレビ音組
- 制作著作：フジテレビ

## 関連番組
- 僕らの音楽
草彅・高島が進行ナレーションを務めている音楽番組・トーク番組。
- FNS音楽特別番組 上を向いて歩こう 〜うたでひとつになろう日本〜
2011年3月27日にフジテレビ系列で生放送された東日本大震災のチャリティー音楽番組。司会者も同じく草彅・高島が務めた。